# Вильянуэва, Хосе Луис
Хосе́ Луи́с Вильянуэ́ва Аума́да (исп. José Luis Villanueva Ahumada; 5 ноября 1981, Сантьяго, Чили) — чилийский футболист, нападающий.

## Клубная карьера
Воспитанник клуба высшего чилийского дивизиона «Палестино», в нём же начал выступления на взрослом уровне в 2001 году. Сразу закрепиться в основном составе клуба Вильянуэва не сумел и был отдан в аренду сначала в «Темуко», а затем в «Овалье» (оба эти клуба тогда играли во второй по силе лиге страны — Примере Б; «Темуко» с Хосе в составе выиграл эту лигу). В «Овалье» в 2002 году он ярко проявил себя, забив 20 голов в 34 матчах. После этого он вернулся в «Палестино» и стал игроком основного состава этого клуба. Затем играл за клубы «Кобрелоа» и «Универсидад Католика», также выступающие в высшей лиге (Примере) Чили. Выиграл по одному турниру Клаусуры (весенний розыгрыш чемпионата) за каждый из этих клубов. После этого уехал играть за границу, подписав контракт с аргентинским «Расингом» из Авельянеды, одним из самых старых и титулованных клубов этой страны. За «Расинг» Хосе отыграл около года, будучи игроком основного состава. В 2006 году Вильянуэва выступал за клуб «Монаркас Морелия» — один из середняков высшего дивизиона Мексики. Затем в его карьере наступил спад — в двух своих последующих командах — южнокорейском «Ульсан Хёндэ» и бразильском «Васко да Гама» — он почти не играл, в основном сидя на скамье запасных по причине как плохой формы, так и травм.
В июле 2008 года Хосе покинул проводивший провальный сезон «Васко» и подписал контракт с клубом «Курувчи» (Ташкент, Узбекистан; менее чем через месяц после прихода Хосе клуб был переименован в «Бунёдкор»). В январе 2009 года Вильянуэва подписал новый контракт с Бунедкором, рассчитанный до конца 2009 года.

## Выступления за сборную
Играл за молодёжные сборные Чили до 20 лет и до 23 лет, в составе последней участвовал в отборочных играх к Олимпиаде в Афинах. В составе главной сборной Чили закрепиться не сумел, проведя лишь четыре игры.

## Достижения
- Победитель второго чилийского дивизиона (Примеры Б): 2001
- Победитель чемпионата Чили (Клаусура): 2004, 2005
- Чемпион Узбекистана: 2008
- Обладатель Кубка Узбекистана: 2008

## Личная жизнь
Отец — директор автобазы, мать — учительница. Любимую девушку Хосе зовут Фернанда Бюнцли. У них двое детей — сын Хосе Луис и дочь Асунсьон. Своими любимыми игроками Вильянуэва считает Сеска Фабрегаса и Андрея Шевченко. Хосе ведёт свою колонку на чилийском футбольном сайте prensafutbol.cl.